# Список высочайших вершин Солнечной системы
Здесь приведён неполный список высочайших вершин Солнечной системы.
| Небесное тело | Гора            | Абсолютная высота1, км | Относительная высота2, км | Происхождение | Примечания                                                                                      |
| ------------- | --------------- | ---------------------- | ------------------------- | ------------- | ----------------------------------------------------------------------------------------------- |

Гора Олимп на Марсе по сравнению с Джомолунгмой и Мауна-Кеа на Земле.

| Марс          | Олимп           | 21,2                   | 26                        | вулканическое | Возвышается на 26 км над равнинами в 1000 км к северу от пика.                                  |
| Веста         | Реясильвия      | 9                      | 22                        | ударное       | Пик в центре одного из самых глубоких кратеров Солнечной системы.                               |
| Япет          | Стена Япета     | 13                     | 20                        | неизвестно    | Кольцевой хребет, опоясывающий спутник по экватору. Есть гипотеза его осадочного происхождения. |
| Ио            | Южная Боосавла  | 17,5                   | 18,2                      | тектоническое | На юго-востоке — обрыв высотой 15 км                                                            |
| Марс          | Гора Аскрийская | 18                     | 14,9                      | вулканическое | Потухший щитовидный вулкан.                                                                     |
| Марс          | Гора Павлина    | 14                     |                           | вулканическое | Потухший вулкан.                                                                                |
| Ио            | Гора Ионическая |                        | 12,7                      | тектоническое | Восточный хребет из двух, составляющих гору.                                                    |
| Марс          | Элизий          | 16                     | 12,6                      | вулканическое | Потухший щитовидный вулкан.                                                                     |
| Марс          | Арсия           | 19                     | 11,7                      | вулканическое | Окрестности горы испещрены дырами.                                                              |
| Ио            | Эвбея           | 10,5                   | 10,3—13,4                 | тектоническое | Сформировала крупнейший оползень в Солнечной системе (около 25 000 км3).                        |
| Земля         | Мауна-Кеа       | 4,2                    | 10,2                      | вулканическое | Вершина с наибольшей на Земле относительной высотой. Бо́льшая часть горы находится под водой.    |
| Миранда       | Уступ Верона    |                        | 10—15                     | вулканическое | Высочайший уступ в Солнечной системе.                                                           |
| Луна          | Лунный пик      | 10,8                   |                           | ударное       | Вершина с наибольшей абсолютной высотой в системе Земля—Луна                                    |
| Марс          | Купол Фарсида   | 9,0                    | 7,25                      | вулканическое | Потухший щитовидный вулкан                                                                      |
| Ио            | Тохиль          | 8,8                    | 9,4                       | смешанное     | Есть признаки и тектонического, и эрозионного, и вулканического формирования                    |
| Земля         | Джомолунгма     | 8,8                    | 3,55                      | тектоническое | Вершина с наибольшей на Земле высотой над уровнем моря.                                         |

1:относительно нулевого уровня соответствующего небесного тела (для Земли — над уровнем моря, для других тел — над средним уровнем поверхности)

2:относительно средней высоты окружающей местности («от подножия до пика»)

## Галерея
Вершины в порядке убывания высоты «от основания до пика».

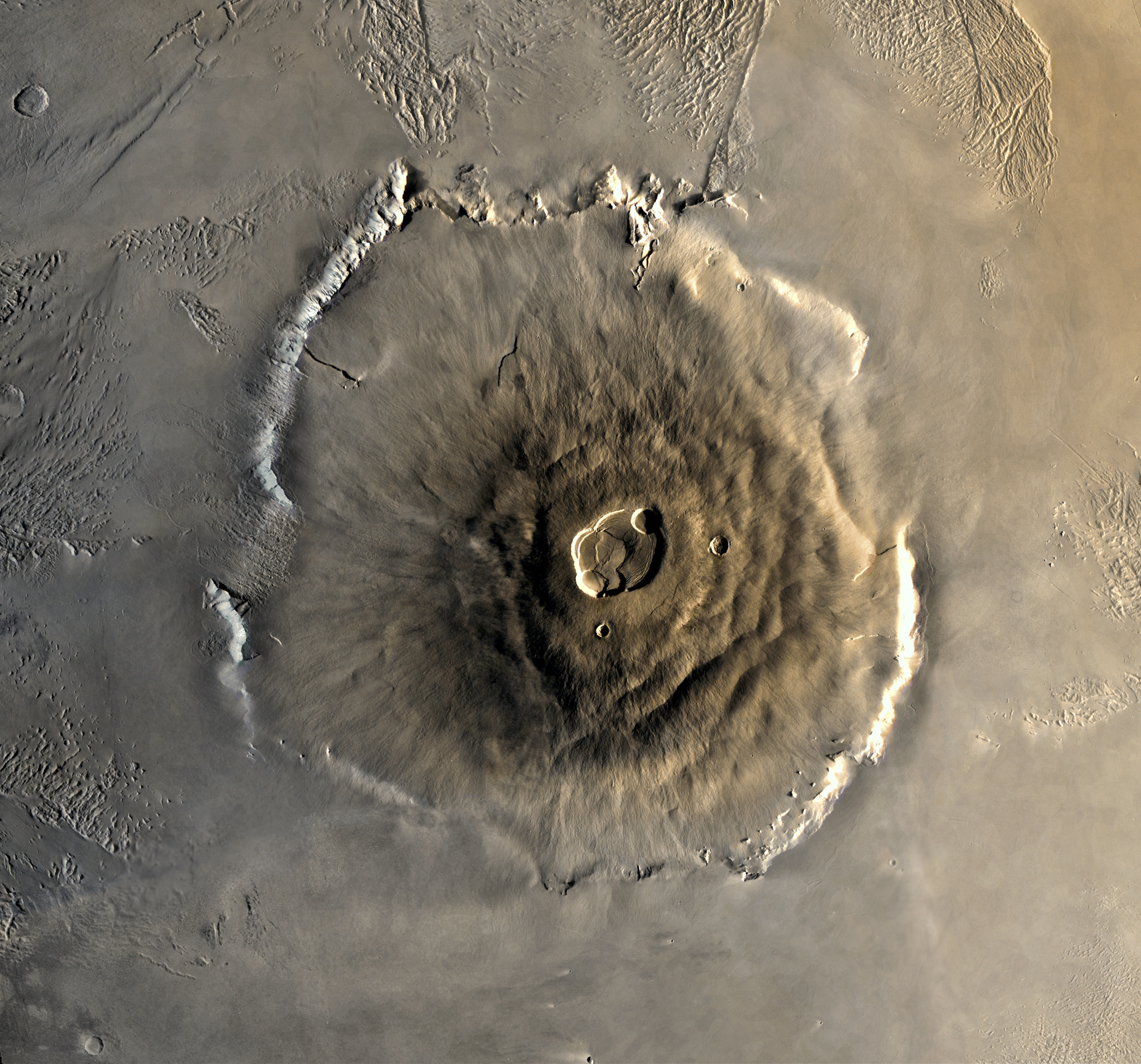
Олимп (Марс), 26 км
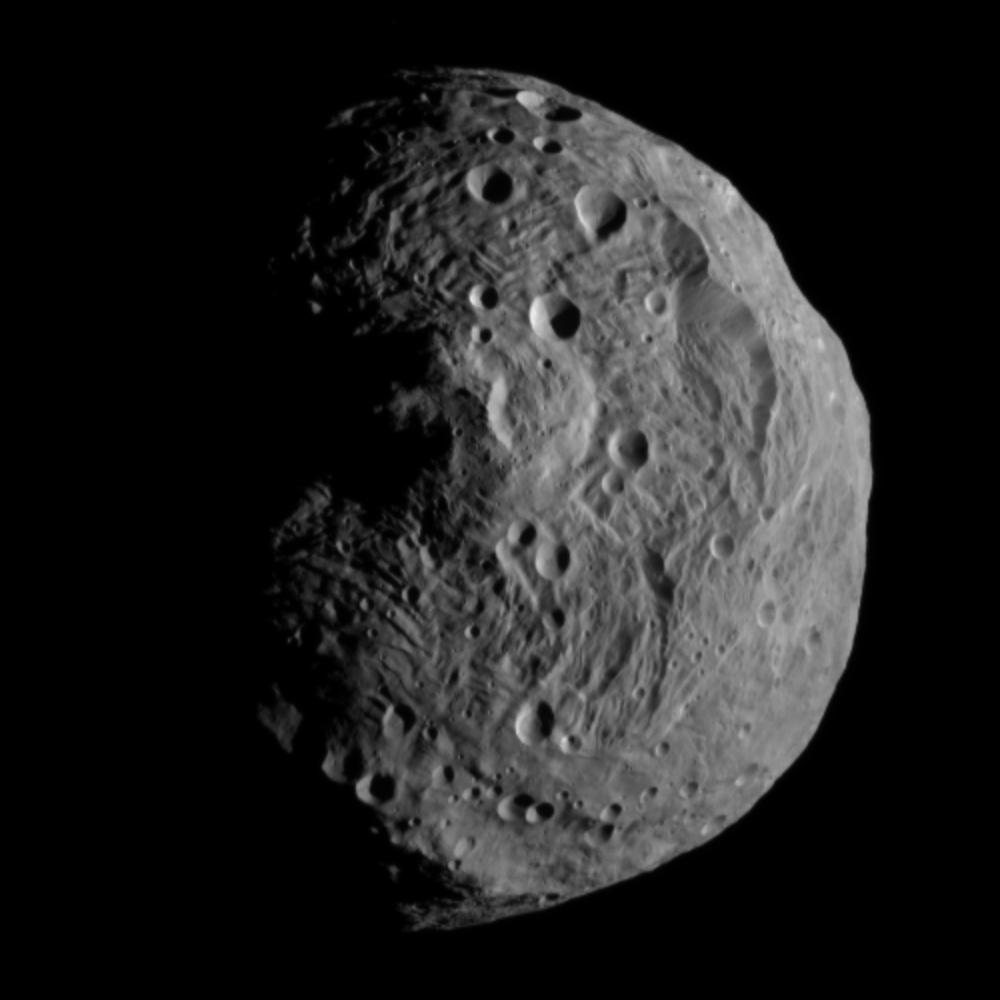
Центральный пик кратера Реясильвия (Веста), 22 км
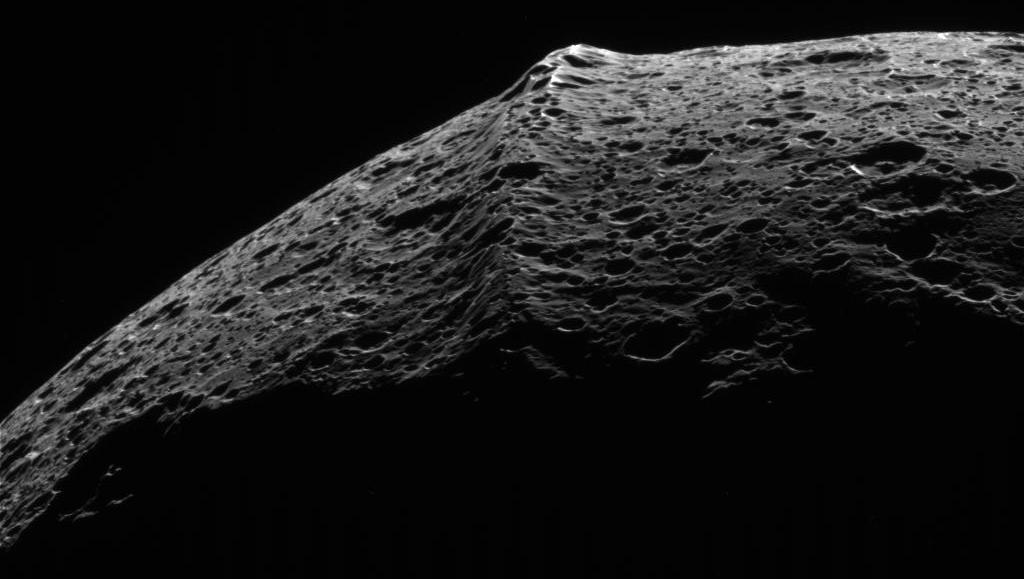
Стена Япета (Япет), 20 км
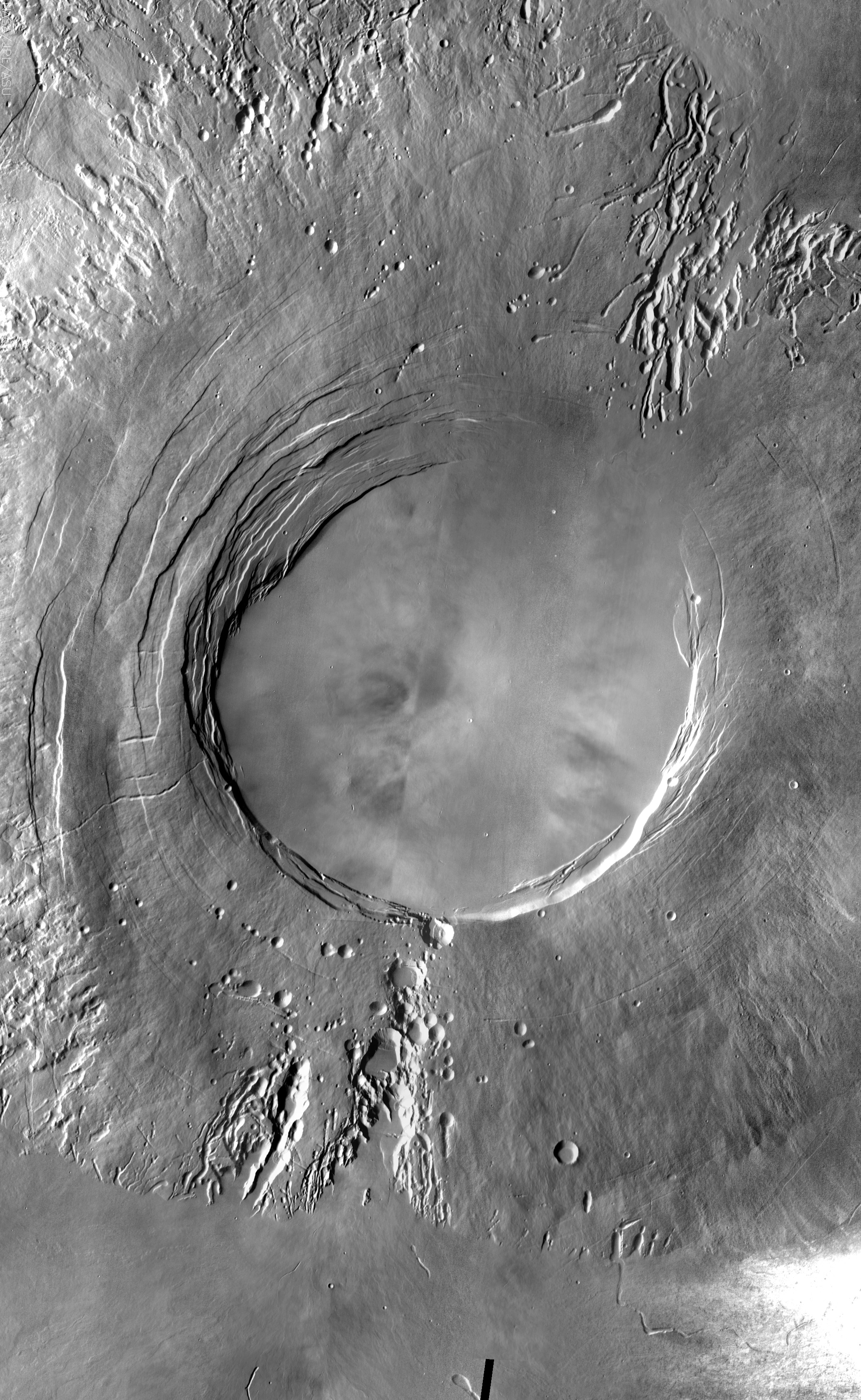
Гора Арсия (Марс), 19 км
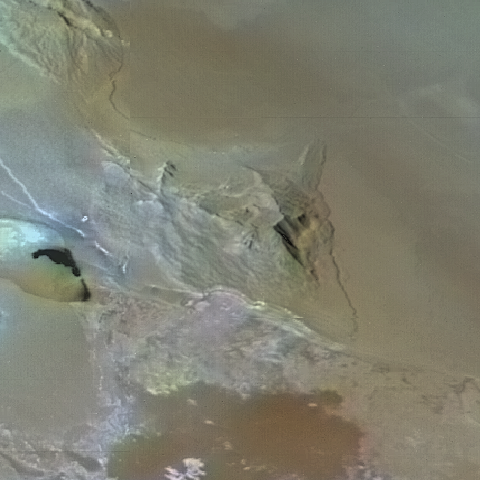
Южная Боосавла (Ио), 18,2 км
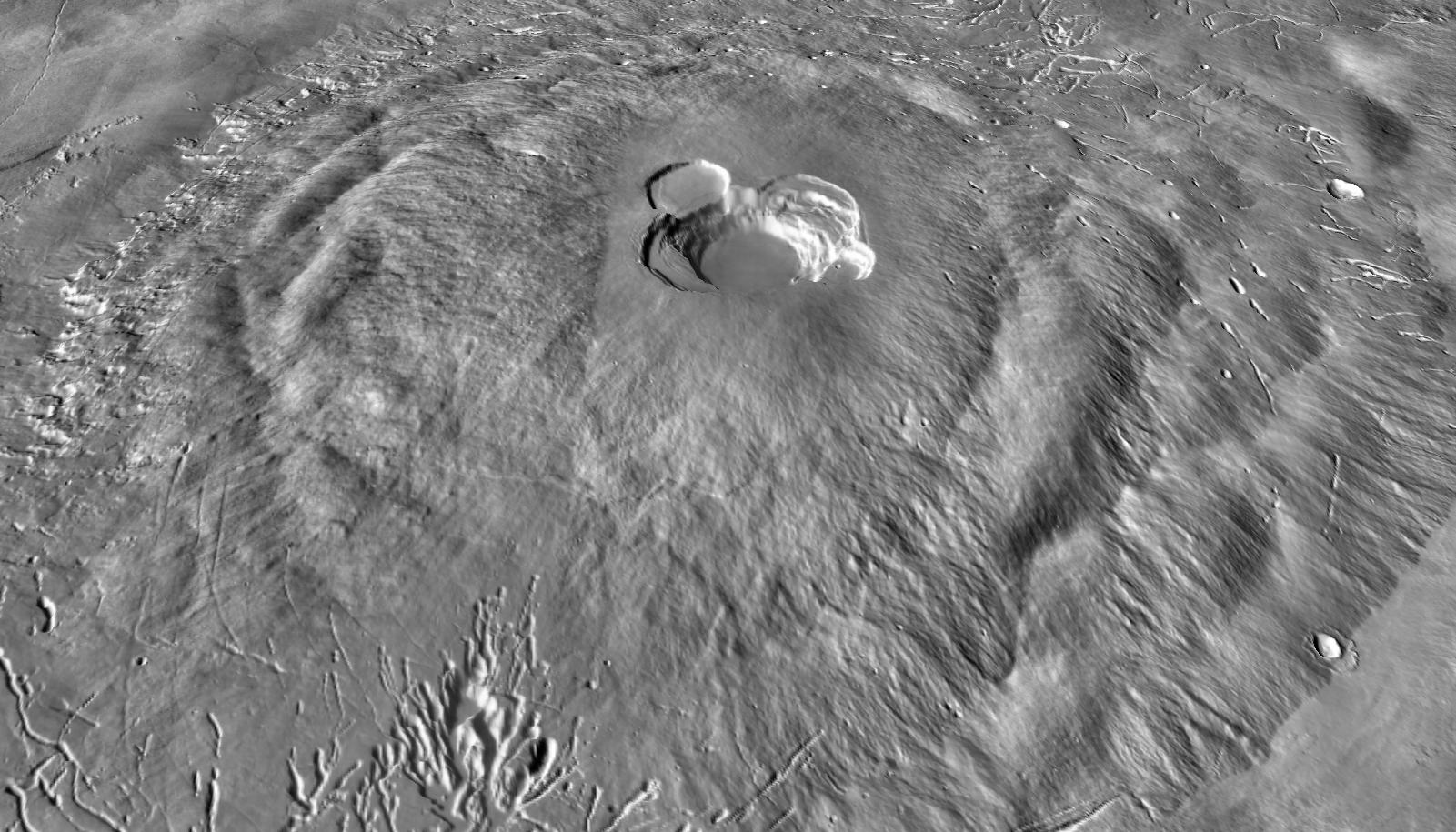
Гора Аскрийская (Марс), 14,9 км
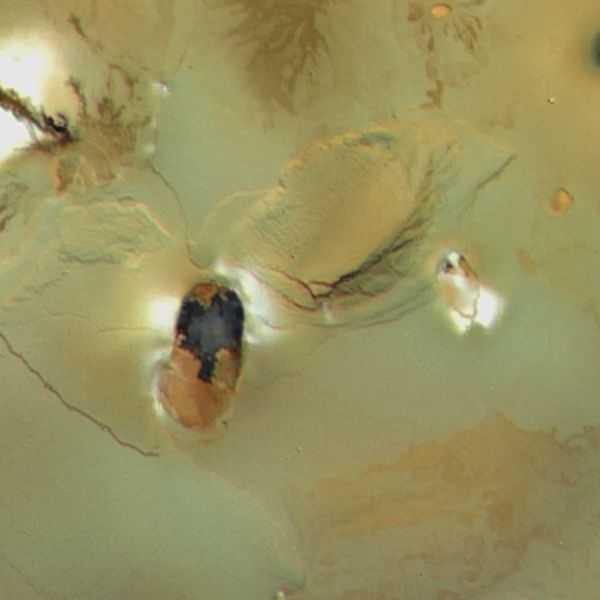
Эвбея (Ио), 10,5 км
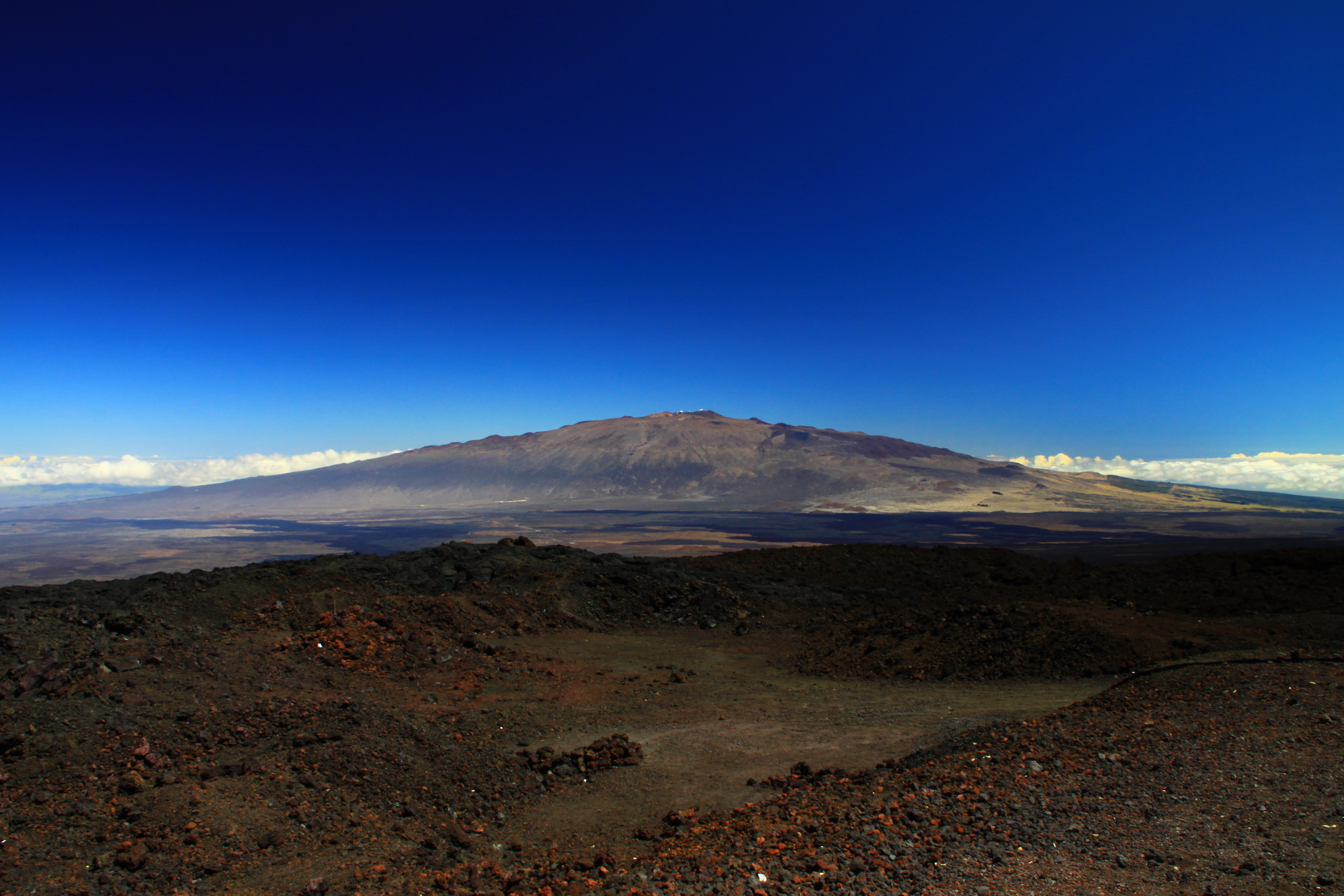
Мауна-Кеа (Земля), 10,2 км
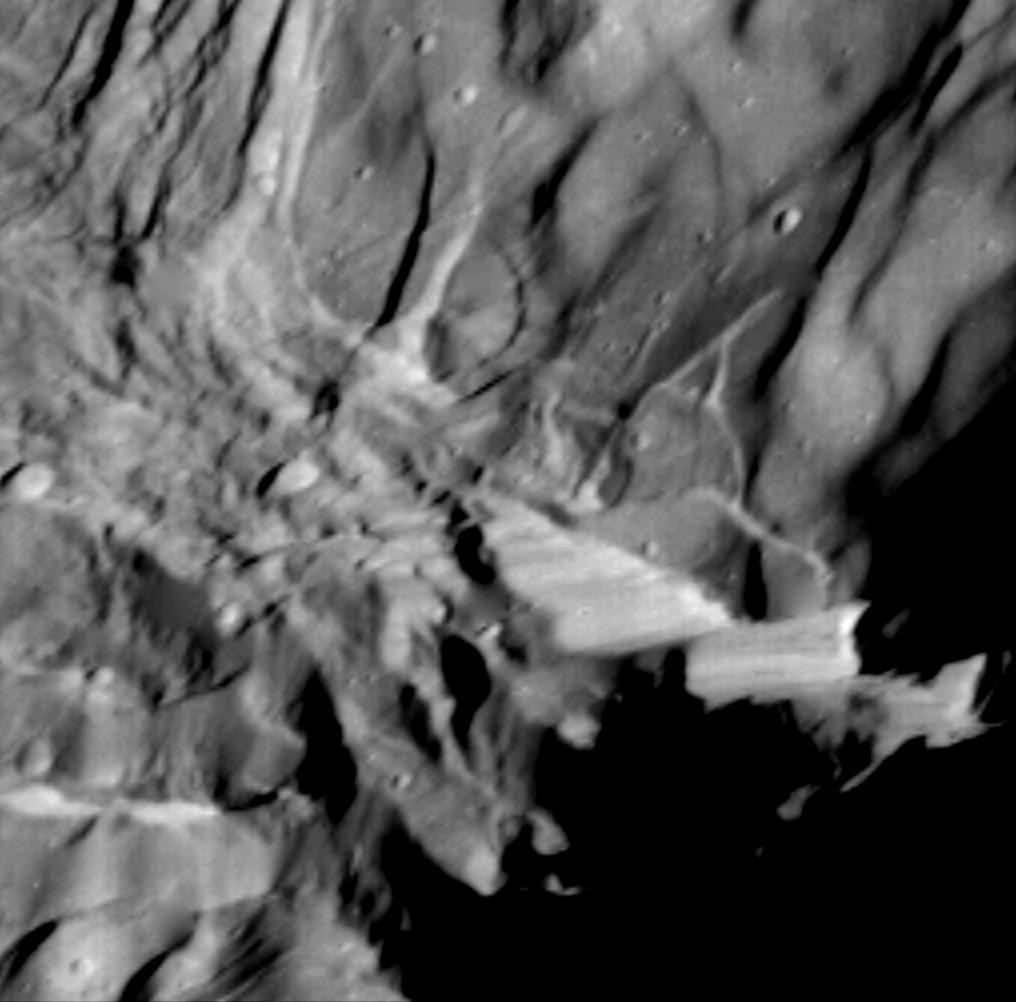
Уступ Верона (Миранда), 10—15 км
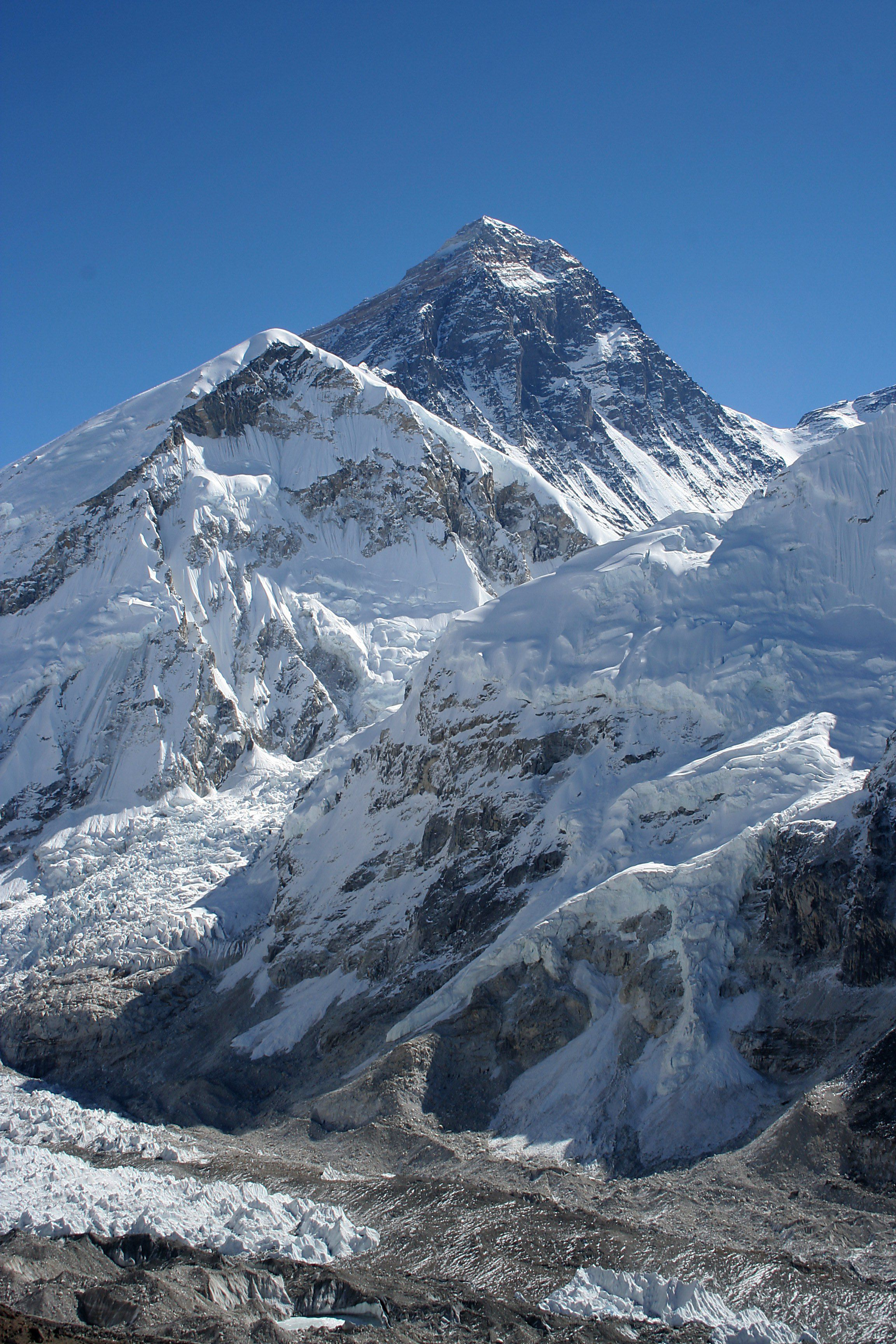
Джомолунгма (Земля), 8,8 км